# طاران (سراب)
طاران هي قرية في مقاطعة سراب، إيران. عدد سكان هذه القرية هو 369 في سنة 2006.